# José Echegaray
José Echegaray y Eizaguirre (* 19. April 1832 in Madrid; † 4., 12., 14. oder 16. September 1916 ebenda) war ein spanischer Dramatiker,  Politiker und Literaturnobelpreisträger. Als Neuromantiker trug er wesentlich zur Weiterentwicklung des spanischen Dramas bei; seine Stücke wurden in ganz Europa aufgeführt.

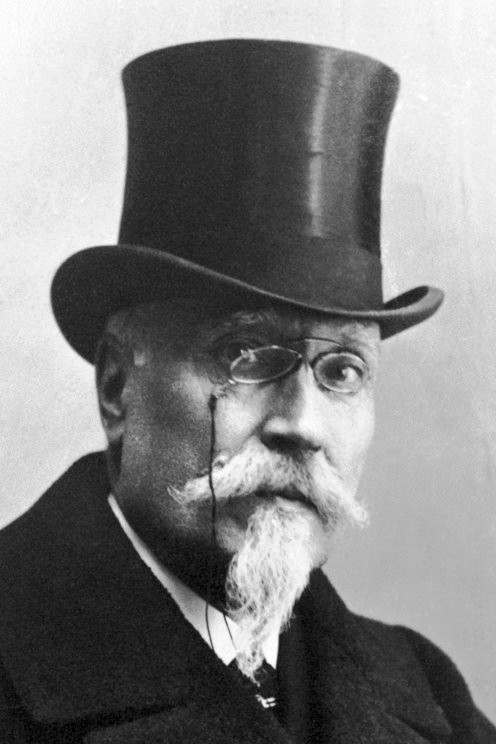
José Echegaray (1904)

## Leben
Echegaray wurde in Madrid geboren, wohin er nach der in Murcia verbrachten Kindheit zurückkehrte, um an der Escuela de Caminos (eigentlich Escuela Técnica Superior de Ingenieros de Caminos, Canales y Puertos) Ingenieurwissenschaften zu studieren. Nach dem Abschluss 1853 arbeitete er zunächst einige Monate als Ingenieur und arbeitete dann bis 1868 als Dozent an der Escuela de Caminos. 1857 heiratete er Ana Perfecta Estrada, mit der er eine Tochter hatte. 1866 wurde er in die Academia de Ciencias Físicas, Exactas y Naturales (Akademie für Naturwissenschaften) aufgenommen, der er in späteren Jahren auch als Präsident vorstand. Sein Interesse für Wirtschaftswissenschaft erwachte, als er an der Escuela de Caminos den Wirtschaftswissenschaftler Gabriel Rodríguez kennenlernte.
An der Revolution von 1868, die Spanien zu einer konstitutionellen Monarchie machte, war Echegaray nicht beteiligt, obwohl er mit deren zentraler Figur, Juan Prim, befreundet und im Ateneo von Madrid als Redner bekannt war. Er nahm als Abgeordneter an Parlamentsdebatten und verfassunggebenden Versammlungen teil und wurde zum Minister für wirtschaftliche Entwicklung und Finanzen ernannt. In dieser Eigenschaft gründete er die Bank von Spanien und führte Papiergeld ein. Nach ersten Erfolgen als Dramatiker (El libro talonario von 1874) legte er seine Ämter nieder, nahm jedoch weiterhin am politischen Leben teil. 1905 wurde er erneut Finanzminister.
1904 wurde Echegaray zusammen mit Frédéric Mistral der Nobelpreis für Literatur verliehen, sehr zum Missfallen der jüngeren Schriftsteller seines Landes (siehe Generation von 98), die in ihm einen Vertreter literarischer Traditionen sahen, die es zu überwinden galt.

## Werk
Echegaray verfasste über 70 Dramen in Vers und Prosa. Immer wieder änderte er seinen literarischen Stil, blieb aber stets der romantischen Schule Spaniens treu. Als einer der letzten Vertreter dieser Richtung ließ er sich durchaus auch von Schriftstellern anderer europäischer Länder beeinflussen, wie etwa Henrik Ibsen, Alexandre Dumas und Hermann Sudermann. Er veröffentlichte oft unter den Pseudonymen Jorge Hayaseca oder Jorge Hayaseca y Eizaguirre. Mit seinem literarischen Schaffen wurde er einer der Wegbereiter für Jacinto Benavente.

## Werkauswahl
- La esposa del vengado (Drama, 1874, deutsch Die Frau des Rächers, Ü:1883)
- O locura, o santidad (Drama, 1877, deutsch Wahnsinn oder Heiligkeit, Ü: 1889)
- En el seno de la muerte (Drama, 1879, deutsch Im Schoße des Todes, Ü: 1882)
- La muerte en los labios (Drama, 1880, deutsch Der Tod auf den Lippen, Ü: 1970)
- El gran Galeoto (Drama, 1881 dt. Galeotto, 1901, 1974 unter dem Titel Der große Kuppler)
- Vida alegre y muerte triste (Drama, 1885 deutsch. Lustiges Leben – trauriger Tod, Ü: 1892)
- De mala raze (Drama, 1886 deutsch Adelina (auch: Von schlechter Rasse), Ü: 1970)
- Mariana (Drama, 1892 deutsch Mariana Ü: o. J. 1896–1900)
- Mancha que limpia (Drama, 1895 deutsch Mathilde oder Der Flecken, der reinigt, Ü: 1898)
- Herencias malas (Drama, 1902 deutsch Schlechte Erbschaften, Ü: 1904)

- En el puño de la espada (Drama, 1875)
- En el pilar y en la cruz (Drama, 1878)
- Conflicto entre dos deberes (1882)
- El hijo de Don Juan (Drama, 1892)